# لغة فزان
اللغة الفزانية (الاسم الأصلي: Tasuknit ) هي لغة أمازيغية شرقية منقرضة كانت تتكلم في بليدة سوكنة و في قرية الفقهاء في شمال شرق فزان في ليبيا. وفقا Blažek (1999) ، كانت موجودة أيضا في واحة تمسّة.
البحوث الأكثر تدقيق وأحدثها هي بحوث Sarnelli (1924) لسوكنة و Paradisi (1963) للفقهاء. كلتا المقالتين تأكد أن لغة فزان لم يتحدث بها سوى حفنة من كبار السن اناذاك، لذلك يفترض بشكل عام أنها منقرضة.
Aikhenvald & Militarev (1984) و Blench (2006) يعتبرون السوكنية والفزانية كلغتين منفصلتين. Blench يصنف التمسّية والفقهائية كلهجات منحدرتان من الفزانية.